# Spirostreptus subsericeus
Spirostreptus subsericeus är en mångfotingart som beskrevs av Henri W. Brölemann 1902. Spirostreptus subsericeus ingår i släktet Spirostreptus och familjen Spirostreptidae. Utöver nominatformen finns också underarten S. s. nitidior.